# Realtimeklok

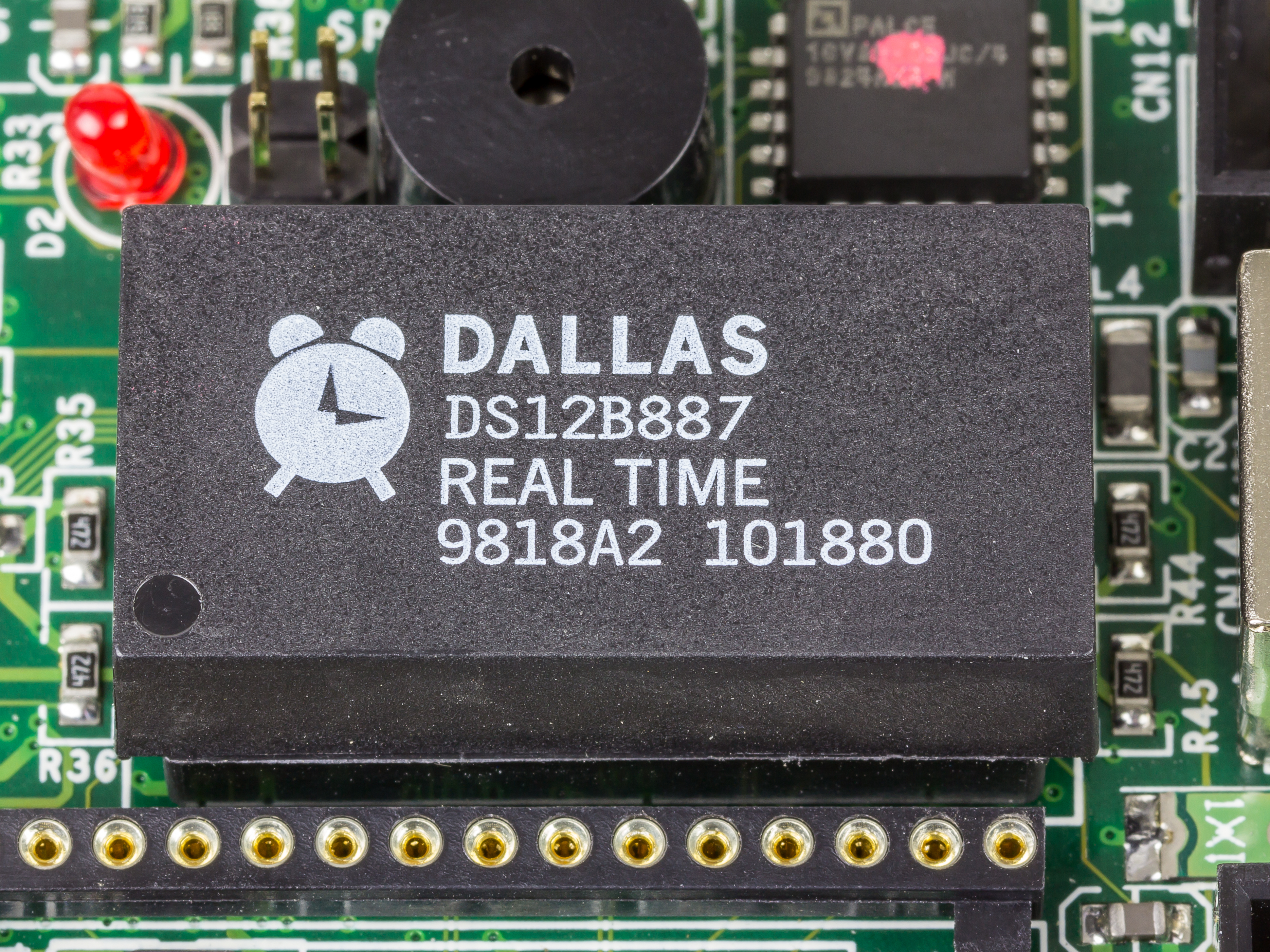
Realtimeklok op een ouder AT moederbord.

Een realtimeklok (Real-time Clock, RTC (en) ) is een computerklok (meestal een geïntegreerd circuit) die de tijd bijhoudt, ook als de computer uitstaat. Zulke klokken worden gebruikt in alle soorten computers waaronder alle moderne personal computers. RTC's kunnen ook teruggevonden worden in veel embedded systems. 
Enkele modellen zijn de DS1307 van Maxim en de PCF8563 van Philips.
Realtimeklokken worden gevoed door een batterij die niet verbonden is met de normale voeding van de computer. Klokken die niet realtime zijn, kunnen daarentegen niet werken als de computer uitstaat.
RTC mag niet verward worden met "realtime computing" of met "CPU clock" (waarbij de processorklok de uitvoering van instructies regelt).
Vroeger waren RTC modules op computermoederborden duidelijk zichtbaar zoals in het plaatje te zien is. Tegenwoordig zijn ze bijna altijd geïntegreerd in de chipset van het moederbord.